# 마리암 아바크
마리암 아바크(Mariam Habach, 1996년 1월 26일 ~ )는 베네수엘라의 모델이다. 2015 미스 베네수엘라 우승자이며 2016 미스 유니버스에서 베네수엘라 대표로 참가했다. 시리아, 이탈리아 혈통을 갖고 있다.